# Korbinian Strimmer
Korbinian Strimmer (* 1972) ist ein deutscher Statistiker.

## Leben
Korbinian Strimmer ist Professor für Statistik an der University of Manchester. 
Nach Studium der Physik an der Universität München promovierte er 1997 ebenfalls in München bei Arndt von Haeseler an der Fakultät für Biologie. Nach Aufenthalten an der Universität Cambridge und der Universität Oxford leitete er von 2002 bis 2006 eine Emmy Noether Nachwuchsgruppe am Institut für Statistik der Universität München. Von 2007 bis 2014 war Strimmer Professor für Medizinische Statistik und Bioinformatik an der Universität Leipzig, und von 2014 bis 2017 Reader am Imperial College London.

## Ehrungen und Auszeichnungen
Von 2014 bis 2017 wurde Korbinian Strimmer viermal in Folge in die Liste der weltweit einflussreichsten wissenschaftlichen Köpfe („The World's Most Influential Scientific Minds 2014“) von Thomson Reuters und  Clarivate Analytics aufgenommen.

## Schriften (Auswahl)
- Mit Bernd Klaus: Signal identification for rare and weak features: higher criticism or false discovery rates?, Biostatistics, 14: 129–143 (2013)
- Mit Sebastian Gibb: MALDIquant: a versatile R package for the analysis of mass spectrometry data, Bioinformatics 28, 2270–2271 (2012)
- Mit Verena Zuber: High-dimensional regression and variable selection using CAR scores, Statist. Appl. Genet. Mol. Biol. 10: 34 (2011)
- Mit Miika Ahdesmäki: Feature selection in omics prediction problems using cat scores and false non-discovery rate control Ann. Appl. Stat. 4: 503–519 (2010)
- Mit Marit Ackermann: A general modular framework for gene set enrichment analysis, BMC Bioinformatics 10, 47 (2009)
- A unified approach to false discovery rate estimation, BMC Bioinformatics 9, 303 (2008)
- Mit Juliane Schäfer: A shrinkage approach to large-scale covariance matrix estimation and implications for functional genomics, Statist. Appl. Genet. Mol. Biol.4, 32 (2005)
- Mit Rainer Opgen-Rhein und Ludwig Fahrmeir: Inference of demographic history from genealogical trees using reversible jump Markov chain Monte Carlo, BMC Evol. Biol. 5, 6 (2005)
- Mit Sofia Wichert und Konstantinos Fokianos: Identifying periodically expressed transcripts in microarray time series data, Bioinformatics 20, 5–20 (2004)
- Mit Anne-Laure Boulesteix und Gerhard Tutz: A CART-based approach to discover emerging patterns in microarray data, Bioinformatics 19, 2465–2472 (2003)
- Mit Heiko A. Schmidt, Martin Vingron, und Arndt von Haeseler: TREE-PUZZLE: maximum likelihood phylogenetic analysis using quartets and parallel computing, Bioinformatics, 18, 502–504 (2002)
- Mit Oliver Pybus: Exploring the demographic history of DNA sequences using the generalized skyline plot, Mol. Biol. Evol. 18, 2298–2305 (2001)
- Mit Arndt von Haeseler: Quartet puzzling: a quartet maximum-likelihood method for reconstructing tree topoplogies, Mol. Biol. Evol. 13, 964–969 (1996)

### Wissenschaftliche Software (Auswahl)
- strimmerlab.github.io/genenet: Modeling and inferring gene networks
- tree-puzzle.de: Maximum likelihood phylogenetic analysis

| Personendaten    | Personendaten         |
| ---------------- | --------------------- |
| NAME             | Strimmer, Korbinian   |
| KURZBESCHREIBUNG | deutscher Statistiker |
| GEBURTSDATUM     | 1972                  |